# 黑耳鸢
黑耳鸢又称老鹰、老鵰、黑耳鹰、老鸢、鸡屎鹰、麻鹰。

## 分布
广泛分布于欧亚大陆、非洲、东南亚和大洋洲北部。

## 特征
体长60多厘米。额基和眼先污灰白色，耳羽呈显著的黑褐色。上体和翼背面，基本为纯暗褐色。头顶至肩各处羽毛具有黑褐色的羽干纹。翼覆羽有棕白色先端。初级飞羽黑褐色，外侧飞羽内翈基部白色，形成翼下一块大型白斑非常显著。尾呈叉状，与其他猛禽显然不同。颏、喉、颊污白色，具褐色羽干斑。胸、上腹和两胁暗褐色，杂以黑褐色羽干纹，其余下体棕褐色，稍具褐纹。眼暗褐色，喙暗角色；蜡膜沾绿黄色；脚暗绿色，爪黑色。

## 习性
生活于平原丘陵，城郊、村庄附近，在高空转圈滑翔，捕食野鼠、蛙、蛇、偶而也捕食幼家禽。筑巢于崖石和大树上。
每窝产卵1—5枚，污白色，略带血红色点斑，孵化期38天，晚成雏，42天离巢。